# Aphaenogaster schurri
Aphaenogaster schurri é uma espécie de inseto do gênero Aphaenogaster, pertencente à família Formicidae.